# Liste männlicher japanischer Schauspieler
In der nachfolgenden Liste männlicher japanischer Schauspieler sind ausschließlich männliche Schauspieler versammelt. Für Schauspielerinnen gibt es eine eigene Liste. Darsteller im japanischen Theater sind hier nicht eingetragen.

## A
- Abe Hiroshi (* 1964)
- Abe Tôru (1917–1993)
- Abe Tsuyoshi (* 1982)
- Aiba Hiroki (* 1987)
- Aiba Masaki (* 1982)
- Aikawa Shō (* 1961)
- Aijima Kazuyuki (* 1961)
- Akanishi Jin (* 1984)
- Amano Kōsei (* 1978)
- Anan Kenji (* 1962)
- Andō Masanobu (* 1975)
- Aoki Tomio (1923–2004)
- Aoyama Sōta (* 1979)
- Arai Hirofumi (* 1979)
- Arai Jun (1890–1943)
- Araki Hirofumi (* 1983)
- Arata (* 1974)
- Asano Tadanobu (* 1973)
- Ashida Shinsuke (1914–1999)
- Atō Kai (* 1946)
- Atsumi Kiyoshi (1928–1996)
- Azusa Eiko (* 1947)

## B
- Ban Daisuke (* 1947)
- Ban Junzaburô (1908–1981)
- Bandō Eiji (* 1940)
- Bôya Saburô (1910–2002)

## C
- Chiaki Minoru (1917–1999)
- Chiba Sonny (1939–2021)
- Cho Bang-ho (1956–1997)

## D
- Dan Tokumaro (1902–1987)
- Denden (* 1950)
- Dokumamushi Sandayū (* 1936)
- Dōmoto Tsuyoshi (* 1979)
- Dōmoto Kōichi (* 1979)

## E
- Eita (* 1982)
- Egawa Hisao (* 1962)
- Egawa Ureo (1902–1970)
- Eguchi Yōsuke (* 1967)
- Endō Ken'ichi (* 1961)
- Endô Seiji (* 1940)
- Endō Yūya (* 1987)
- Enomoto Ken’ichi (1904–1970)

## F
- Fuji Tatsuya (* 1941)
- Fujiki Yū (1931–2005)
- Fujino Hideo (1878–1956)
- Fujioka Hiroshi (* 1946)
- Fujita Makoto (1933–2010)
- Fujita Susumu (1912–1991)
- Fujiwara Tatsuya (* 1982)
- Fukumoto Seizō (* 1943)
- Fukuyama Masaharu (* 1969)
- Furukawa Yūta (* 1987)
- Fuse Akira (* 1947)

## G
- Gō Eiji (1937–1992)

## H
- Hagino Takashi (* 1973)
- Hagiwara Masato (* 1971)
- Hamada Torahiko (1919–209)
- Hamamura Jun (1906–1995)
- Handa Kento (* 1984)
- Harada Yoshio (1940–2011)
- Hasegawa Kazuo (1908–1984)
- Hayakawa Sessue (1889–1973)
- Hirata Akihiko (1927–1984)
- Hirata Hiroaki (* 1963)
- Hitomi Reiko (* 1938)
- Hōjō Takahiro (* 1986)
- Hongō Kanata (* 1990)
- Horie Kei (* 1978)
- Horiuchi Masami (* 1950)
- Hosokawa Shigeki (* 1971)
- Hotei Tomoyasu (* 1962)

## I
- Ichikawa Kobunji (1893–1976)
- Ichikawa Momonosuke (1906–1978)
- Ichikawa Raizō VIII (1931–1969)
- Ichikawa Utaemon (1907–1999)
- Igawa Hisashi (* 1936)
- Igawa Togo (* 1946)
- Iguchi Noboru (* 1969)
- Ikariya Chōsuke (1931–2004)
- Ikebe Ryō (1918–2010)
- Ikuta Tōma (* 1984)
- Imamura Shōhei (1926–2006)
- Inaba Yoshio (1920–1998)
- Inagaki Gorō (* 1973)
- Inagaki Hiroshi (1905–1980)
- Isaka Tatsuya (* 1985)
- Iseya Yūsuke (* 1976)
- Ishibashi Renji (* 1941)
- Ishibashi Ryō (* 1956)
- Ishida Takuya (* 1987)
- Ishiguro Tatsuya (1911–1965)
- Ishihama Akira (* 1935)
- Ishihara Yūjirō (1934–1987)
- Ishikura Saburō (* 1946)
- Isono Akio (1910–1986)
- Itami Jūzō (1933–1997)
- Itō Atsushi (* 1983)
- Iura Arata (* 1974)
- Iwamatsu Makoto (1933–2006)
- Izumiya Shigeru (* 1948)

## K
- Kaga Takeshi (* 1950)
- Kagawa Teruyuki (* 1965)
- Kaji Masaki (* 1988)
- Kamakari Kenta (* 1984)
- Kamenashi Kazuya (* 1986)
- Kamiji Yūsuke (* 1979)
- Kamiyama Ryūji (* 1986)
- Kamiyama Sōjin (1884–1954)
- Kaname Jun (* 1981)
- Kane Kosugi (* 1974)
- Kaneshiro Takeshi (* 1973)
- Karahashi Mitsuru (* 1977)
- Karasawa Toshiaki (* 1963)
- Kase Ryō (* 1974)
- Kase Taishū (* 1969)
- Kataoka Tsurutarō (* 1954)
- Katō Kazuki (* 1974)
- Katō Gō (1938–2018)
- Katori Shingo (* 1977)
- Kawamoto Katsuhiko (* 1966)
- Kawazu Yûsuke (* 1935)
- Keaton Yamada (* 1945)
- Kimura Takuya (* 1972)
- Kinugasa Teinosuke (1896–1982)
- Kishi Yūji (* 1970)
- Kishibe Ittoku (* 1947)
- Kishida Shin (1939–1982)
- Kitamura Eiki (* 1981)
- Kitamura Kazuo (1927–2007)
- Kitano Takeshi (* 1947)
- Kitaôji Kin'ya (* 1943)
- Kobayashi Akiji (1930–1996)
- Kobayashi Akira (* 1938)
- Kobayashi Kaoru (* 1951)
- Kobayashi Keiju (1923–2010)
- Kobayashi Masahiro (* 1971)
- Kobayashi Nenji (* 1943)
- Koike Teppei (* 1986)
- Komatsu Hôsei (1924–2003)
- Kondō Masahiko (* 1964)
- Kôno Akitake (1911–1978)
- Kosugi Isamu (1904–1983)
- Kosugi Yoshio (1903–1968)
- Kotani Yoshikazu (* 1982)
- Koyamada Shin (* 1982)
- Kubo Akira (* 1936)
- Kubozuka Yōsuke (* 1979)
- Yasuaki Kurata (* 1946)
- Kurokawa Yatarô (1910–1984)
- Kuze Ryû (1908–1985)

## M
- Maruse Tarō (1933–2001)
- Masuda Junji (1915–1989)
- Masuda Takahisa (* 1986)
- Matsuda Kenji (* 1971)
- Matsuda Ryūhei (* 1983)
- Matsuda Shōta (* 1985)
- Matsudaira Ken (* 1953)
- Matsuda Yūsaku (1949–1989)
- Matsukata Hiroki (* 1942)
- Matsukawa Naruki (* 1991)
- Matsumoto Hiroya (* 1986)
- Matsumoto Jun (* 1983)
- Matsumura Tatsuo (1914–2005)
- Matsushita Yūya (* 1990)
- Matsuyama Ken’ichi (* 1985)
- Matsuyama Takashi (* 1960)
- Matsuzaki Yūki (* 1981)
- Miake Bontarô (1906–1992)
- Mifune Toshirō (1920–1997)
- Mitsui Kôji (1910–1979)
- Miura Akifumi (* 1981)
- Miura Haruma (* 1990)
- Miura Tomokazu (* 1954)
- Miyaguchi Seiji (1913–1985)
- Miyano Mamoru (* 1983)
- Miyashita Yūya (* 1985)
- Miyavi (* 1981)
- Mizushima Hiro (* 1984)
- Morimoto Ryōji (* 1982)
- Morishige Hisaya (1913–2009)
- Morita Kensaku (* 1949)
- Morita Masakazu (* 1972)
- Moriyama Mirai (* 1984)
- Motoki Masahiro (* 1965)
- Murakami Hiroaki (* 1956)
- Murano Takenori (* 1945)
- Murata Kazumi (* 1978)

## N
- Nagai Anzu (* 1992)
- Nagase Masatoshi (* 1966)
- Nagase Tomoya (* 1978)
- Nagata Akira (* 1985)
- Nagata Yasushi (1907–1972)
- Nagato Hiroyuki (1934–2011)
- Nagayama Takashi (* 1978)
- Nakadai Tatsuya (* 1932)
- Nakai Kiichi (* 1961)
- Nakai Masahiro (* 1972)
- Nakajima Haruo (1929–2017)
- Nakamura Aoi (* 1991)
- Nakamura Atsuo (* 1940)
- Nakamura Ganjirô (1902–1983)
- Nakamura Katsuo (* 1938)
- Nakamura Kinnosuke (1932–1997)
- Nakamura Masatoshi (* 1951)
- Nakamura Nobuo (1908–1991)
- Nakamura Shidô (* 1972)
- Nakamura Shikan (1928–2011)
- Nakamura Tomoya (* 1986)
- Nakamura Tôru (* 1965)
- Nakamura Yasuhi (* 1972)
- Nakamura Yūichi (* 1987)
- Nanbara Kôji (1927–2001)
- Narimiya Hiroki (* 1982)
- Negami Jun (1923–2005)
- Nihon'yanagi Hiroshi (1917–1970)
- Ninomiya Kazunari (* 1983)
- Nishida Toshiyuki (* 1947)
- Nishijima Hidetoshi (* 1971)
- Nishikido Ryō (* 1984)
- Nishimura Masahiko (* 1960)

## O
- Oda Yūji (* 1967)
- Odagiri Joe (* 1976)
- Ogata Ken (1937–2008)
- Ogawa Shinji (1941–2015)
- Ogura Ichirô (* 1951)
- Oguri Shun (* 1982)
- Oida Yoshi (* 1933)
- Ōizumi Yō (* 1973)
- Oka Jôji (1904–1970)
- Oka Masi (* 1974)
- Okada Eiji (1920–1995)
- Okada Masumi (1935–2006)
- Ōkōchi Denjirō (1898–1962)
- Ōkuchi Kengo (* 1981)
- Okuda Eiji (* 1950)
- Ono Takehiko (* 1942)
- Ōno Satoshi (* 1980)
- Onoe Kikutaro (1907–1985)
- Orimoto Junkichi (* 1927)
- Oshinari Shūgo (* 1981)
- Osawa Takao (* 1982)
- Ōsugi Ren (* 1951)
- Ōtaki Hideji (1925–2012)
- Ozawa Eitarô (1909–1988)

## R
- Ryōhei Odai (* 1971)
- Ryū Chishū (1904–1993)
- Ryû Raita (* 1940)

## S
- Sabu (* 1964)
- Saburi Shin (1909–1982)
- Sada Keiji (1926–1964)
- Sadakichi Hartmann (1867–1944)
- Sahara Kenji (* 1932)
- Saitō Takumi (* 1981)
- Sakai Furankî (1929–1996)
- Sakai Masato (* 1973)
- Sakamoto Kyū (1941–1985)
- Sakamoto Shōgo (* 1993)
- Sakamoto Takeshi (1899–1974)
- Sakata Harold (1920–1982)
- Sakurai Shō (* 1982)
- Sanada Hiroyuki (* 1960)
- Sano Seki (1905–1966)
- Sano Shûji (1912–1978)
- Sasaki Takamaru (1898–1986)
- Sasano Takashi (* 1948)
- Sato Kei (1928–2010)
- Satō Kōichi (* 1960)
- Satō Takeru (* 1989)
- Satō Yūki (* 1984)
- Satoi Kenta (* 1957)
- Satomi Kōtarō (* 1936)
- Sawaki Tetsu (* 1982)
- Sawamura Ikki (* 1967)
- Sazanka Kyû (1914–1971)
- Shibue Jōji (* 1983)
- Shimomoto Shirō (* 1948)
- Shimura Takashi (1905–1982)
- Shirota Yū (* 1985)
- Shishido Jo (* 1933)
- Shō Kosugi (* 1948)
- Sono Shion (* 1961)
- Sonomanma Higashi (* 1957)
- Sorimachi Takashi (* 1973)
- Suga Fujio (1927–1998)
- Suga Kenta (* 1994)
- Suga Takamasa (* 1977)
- Sugawara Bunta (1933–2014)
- Sugi Ryōtarō (* 1947)
- Sugiyama Tokuko (* 1926)
- Suzuki Hiroki (* 1983)
- Suzuki Kazuma (* 1968)
- Suzuki Mizuho (* 1927)

## T
- Tachibana Teijirô (1893–1918)
- Taguchi Tomorowo (* 1957)
- Tagawa Hiroyuki (* 1950)
- Takahashi Hideki (* 1944)
- Takakura Ken (1931–2014)
- Takaoka Sōsuke (* 1982)
- Takase Minoru (1890–1947)
- Takashima Masahiro (* 1965)
- Takashima Masanobu (* 1966)
- Takashima Tadao (1930–2019)
- Takashina Kaku (1919–1994)
- Takeda Shinji (* 1972)
- Takeda Tetsuya (* 1949)
- Takenaka Naoto (* 1956)
- Takenouchi Yutaka (* 1971)
- Takeuchi Riki (* 1964)
- Takizawa Hideaki (* 1982)
- Takizawa Osamu (1906–2000)
- Tamba Tetsurō (1922–2006)
- Tamba Yoshitaka (* 1955)
- Tamaki Hiroshi (* 1980)
- Tamayama Tetsuji (* 1980)
- Tamura Masakazu (* 1943)
- Tamura Takahiro (1928–2006)
- Tamura Ryō (* 1946)
- Tanabe Seiichi (* 1969)
- Tanabe Tōru (* 1961)
- Tanaka Hiroyuki (* 1964)
- Tanaka Kunie (* 1932)
- Tanaka Min (* 1945)
- Tanaka Minoru (1966–2011)
- Tani Akira (1885–1966)
- Tani Hayato (* 1946)
- Tani Kei (1932–2010)
- Tazaki Jun (1913–1985)
- Tanihara Shōsuke (* 1972)
- Terajima Susumu (* 1963)
- Tono Eijirô (1907–1994)
- Tonoyama Taiji (1915–1989)
- Toyokawa Etsushi (* 1962)
- Tsuda Kanji (* 1965)
- Tsugawa Masahiko (* 1940)
- Tsukamoto Shin’ya (* 1960)
- Tsukayama Masane (* 1944)
- Tsurumi Shingo (* 1964)
- Tsuruno Takeshi (* 1975)
- Tsutsumi Shin’ichi (* 1964)
- Tsutsumi Yasuhisa (* 1922)

## U
- Uchida Asao (1920–1996)
- Uchida Naoya (* 1953)
- Uchida Ryōhei (1924–1984)
- Uchida Yuki (* 1975)
- Uchida Yûya (* 1939)
- Uchiyama Masato (* 1986)
- Ueki Hitoshi (1926–2007)
- Uemura Kenjirô (1914–1979)
- Ukaji Takashi (* 1962)

## W
- Wakabayashi Gō (* 1939)
- Wakamizu Kinuko (1907–1968)
- Wakayama Tomisaburō (1929–1992)
- Watanabe Atsushi (1898–1977)
- Watanabe Dai (* 1984)
- Watanabe Fumio (1929–2004)
- Watanabe Ken (* 1959)
- Watari Tetsuya (* 1941)
- Watase Tsunehiko (* 1944)

## Y
- Yagira Yūya (* 1990)
- Yaguchi Shinobu (* 1967)
- Yakusho Kōji (* 1956)
- Yamada Takayuki (* 1983)
- Yamadera Kōichi (* 1961)
- Yamaguchi Kappei (* 1965)
- Yamaguchi Yūichirō (* 1956)
- Yamaji Kazuhiro (* 1954)
- Yamamoto Gaku (* 1937)
- Yamamoto Kaichi (1877–1939)
- Yamamoto Kei (* 1940)
- Yamamoto Ren (1930–2003)
- Yamamoto Sen (* 1943)
- Yamamoto Tarō (* 1974)
- Yamamura Sô (1910–2000)
- Yamashita Tomohisa (* 1985)
- Yamazaki Tsutomu (* 1936)
- Yanagi Kōtarō (* 1985)
- Yasui Shôji (1928–2014)
- Yokoyama Unpei (1881–1967)
- Yorozuya Kinnosuke (1932–1997)
- Yoshizawa Hisashi (* 1978)
- Yūsuke Santamaria (* 1971)